# Believers (manga)
Believers (ビリーバーズ Birībāzu?) (Creyentes en español) es un manga japonés escrito e ilustrado por Naoki Yamamoto el cual fue su primera obra semanal en ser creada sin la ayuda de ningún asistente. Believers fue serializado en la revista manga de temática seinen, Weekly Big Comic Spirits entre mayo y noviembre de 1999 y publicado en dos volúmenes tankōbon por Shogakukan.
El argumento de Believers gira en torno a temas de deseo sexual y la línea entre los sueños y la realidad. Aunque la historia contiene muchas escenas de sexualidad explícita, el sexo y la desnudez tienen una intención argumental y no es usado simplemente como reclamo o fan service.

## Argumento
«Believers» («Creyentes»)es como se definen a sí mismos los miembros de la «Organización de la Cara Feliz», una organización de culto que tiene como objetivo  lograr la pureza personal y alcanzar «la tierra de la comodidad». Believers se centra en las vidas de tres de esas personas que permanecen varadas y aisladas en una isla desierta frente a la costa japonesa. Cada uno de los «creyentes» se relaciona con el resto de ellos sólo por su rango y en común practican diversas actividades en un esfuerzo por purgar sus cuerpos para deshacerse de los males percibidos a los que la sociedad los ha sometido, como la lujuria y la posesión. Pero los «creyentes» no pueden resistir sus tentaciones pasadas tan fácilmente, y la fe en su «organización» se debilita gradualmente a medida que los «creyentes» comienzan a cuestionar lo que es correcto y finalmente lo que es real.

## Personajes
El «Operador» (オペレーター Operētā?)

Es el «creyente» de menor rango de la isla. La primera vez que oyó hablar de la «Organización de la Cara Feliz» fue a través de su madre, quien también fue miembro. Sin embargo, más tarde, cuando el «operador» se une a esta, su madre ya ha superado el lavado de cerebro a la que fue sometida y le ruega que abandone la organización. El «operador» desoye sus ruegos y decide permanecer dentro. Su relación con la «vicepresidenta» se convierte en el argumento principal, cuando comienza a tener pensamientos prohibidos y sexuales sobre ella.

El «Presidente» (議長 Gichō?)

Es el rango superior de los tres «creyentes» de la isla. Es un novelista fallido, que considera que esto se debe a la sociedad y no a sí mismo. Todas las noches tiene un sueño épico repetitivo que nunca puede recordar al despertar, pero cree que si pudiera reproducir su sueño en forma impresa, sería un novelista superventas. Racionaliza que esto es lo mejor que no puede; afirmando que si no fuera por su incapacidad para replicar sus sueños, nunca se habría unido a la «organización» y se habría quedado atrapado en el malvado mundo material. Los otros dos «creyentes» poco a poco comienzan a desconfiar de él cuando, después de tener fiebre debido a una intoxicación alimentaria, comienza a delirar y su cordura empieza a ser cuestionada.

La «Vicepresidenta» (副議長 Fukugichō?)

Es la única mujer de la isla y la segunda de mayor rango de los tres. Estaba casada con un marido maltratador, que la golpeó y acusó de adulterio después de que ella comenzara a hablar con un hombre conocido como el «Jefe de la Tercera División». Este «jefe» la ayudó a dejar a su esposo y unirse a «Organización de la Cara Feliz». Ella confió en el «Jefe de la Tercera División» por ayudarla a denunciar la suciedad del mundo y es evidente que llegó a sentir algo por él. Es la «creyente» del grupo que más duda y, a menudo, termina yendo en contra de las enseñanzas e instrucciones.

## Inspiraciones para el manga

### El Aum Shinrikyo y el Ejército Rojo Japonés
La primera inspiración de Naoki Yamamoto para Believers se produjo después del ataque con gas sarín en el metro de Tokio en 1995. El ataque hizo que se interesara en investigar el Aum Shinrikyo, el grupo terrorista que estuvo detrás del ataque. Sin embargo, los miembros de Aum Shinrikyo habían estado inactivos hasta aquel momento, por lo cual era poco el material de investigación. Esto llevó a Yamamoto a leer un libro sobre el Ejército Rojo Japonés, otro grupo terrorista japonés que cuenta con exmiembros que han escrito sobre sus experiencias en la organización. Después de leer el libro, Yamamoto comenzó a preguntarse qué pasaría si un grupo de fanáticos que creían en una ideología radical se aislaran juntos. Este pensamiento conduciría finalmente a la creación de Believers .

### La segunda fortaleza del mar

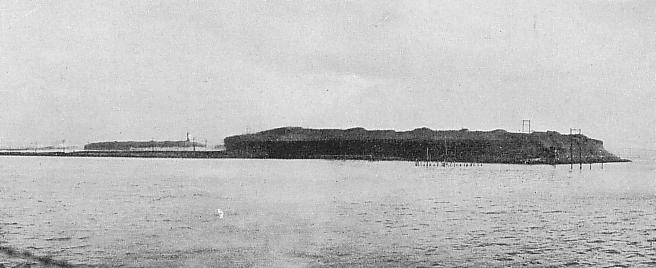
Odaiba en la década de 1950, isla situada en la bahía de Tokio, similar a la que inspiró al autor.

El escenario de Believers se inspiró en la segunda fortaleza del mar: una pequeña isla artificial construida frente a la costa de la bahía de Tokio a finales de la década de 1910. La isla había sido destruida por el gran terremoto de Kanto de 1923 y había permanecido relativamente intacta en los 80 años siguientes pero que finalmente terminó hundida. Fue esta desolación lo que intrigó a Yamamoto cuando descubrió la isla por primera vez en la revista Big Comics «100 ruinas». Yamamoto usó sus conexiones con Shogakukan para tomar prestadas las imágenes como referencia. Más tarde, aproximadamente a la mitad de la serie, Yamamoto tuvo la oportunidad de visitar la segunda fortaleza del mar en persona, junto con una modelo y algunos miembros del personal. La sesión de fotos en la que la modelo posó desnuda llamó la atención de algunos barcos pesqueros que pasaban y toda la tripulación terminó quemada por el sol. Muchos de los paisajes de fondo posteriores de Believers se tomaron directamente de las fotos de esa sesión.

## Publicación
Escrito e ilustrado por Naoki Yamamoto, Believers fue serializado en la revista de manga seinen de Shogakukan, Weekly Big Comic Spirits, del 24 de mayo al 22 de noviembre de 1999. Shogakukan reunió sus capítulos en dos volúmenes tankōbon, publicados el 18 de diciembre de 1999 y el 29 de enero de 2000. Fukan relanzó la serie en dos volúmenes publicados el 22 de mayo y el 23 de junio de 2012.

## Película
En febrero de 2022, se anunció que el manga tendría una adaptación  cinematográfica de imagen real, dirigida por Hideo Jojo, que se estrenaria ese mismo año.